# ミラン・クノル
ミラン・クノル（Milan Knol）ことミラン・エルケレンス（Milan Erkelens、1991年9月13日 -）は、オランダ・フローニンゲン州出身のYouTuber。弟のエンツォ・クノルもYouTuberとして活動している。

## 概要
フローニンゲン州生まれ。2010年に、「DitIsMilan」の名でチャンネルを開設。パロディやゲーム実況などの動画で知られるようになった。弟も2013年にチャンネルを開設しており、時折自分も彼のチャンネルに出演をしている。2016年からは弟とともに、オランダのテレビ会社「エンデモル」制作のオンラインゲーム専門の番組に出演し、数々の賞を受けている。
2018年まで長年の付き合いだった友人と別居していて別れを惜しんでいたが
、年に一度行われるオランダ在住のYouTuber向けの賞でベストYouTuberに選ばれる。

## 人物
- 自宅に猫を一匹飼っている[3]。
- 好きなゲームはフォートナイト。
- ランボルギーニ・アヴェンタドールSVJに乗車している[4]。